# نطاق الاستيطان

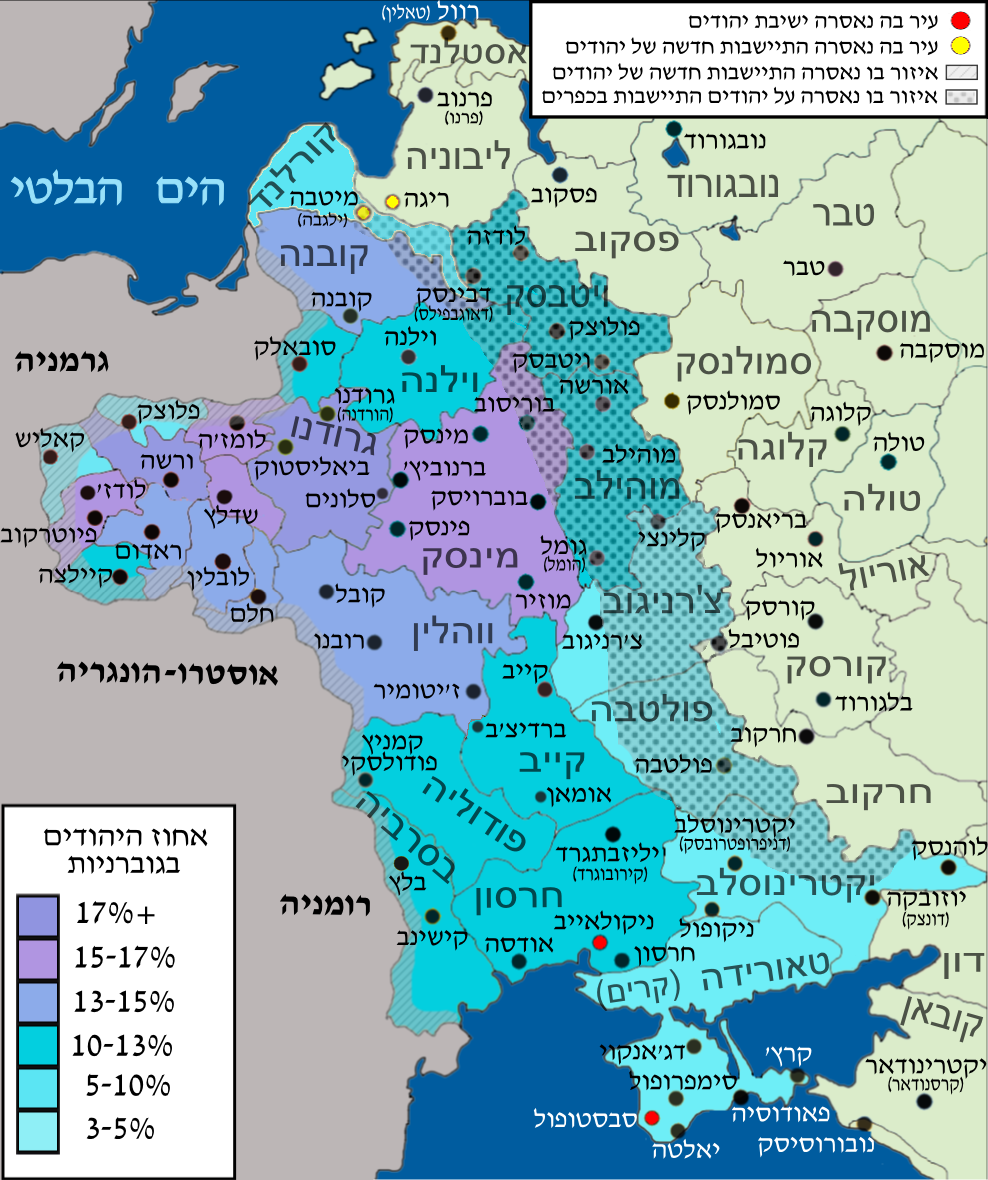

نطاق الاستيطان (بالروسية: Черта́ осе́длости، شيرتا أسيدلوستي، باليديشية: דער תּחום-המושבֿ، در تخوم ها مويشف، بالعبرية: תְּחוּם הַמּוֹשָב، ثوم هاموشاف) منطقة في غرب الإمبراطورية الروسية تغيرت حدودها عبر الزمن، وُجدت بين 1791 إلى 1917، سُمح لليهود بالإقامة الدائمة فيها ومُنعت إقامتهم الدائمة أو المؤقتة خارجها غالبًا. وكان معظم اليهود ممنوعين من الإقامة في عدة مدن داخلها أيضًا. سُمح لعدد محدود من اليهود بالعيش خارجها. كأصحاب التعليم الجامعي والنبلاء والأعضاء الأكثر ثراءً في جمعيات التجار وبعض الحرفيين. وكذلك بعض أفراد الجيش والخدمات المرتبطة بهم، بما في ذلك عائلاتهم وخدمهم. التسمية الإنكليزية لنطاق الاستيطان هي "Pale of Settlement" والمصطلح الإنكليزي القديم المستخدم فيهاpale  مشتق من الكلمة اللاتينية palus  التي تعني «حصة» واتسع معناها فأصبح «المنطقة المحاطة بسور أو حدود».
شمل نطاق الاستيطان كامل بيلاروس وليتوانيا ومولدوفا ومعظم أوكرانيا الحالية وأجزاء من شرق لاتفيا وشرق بولندا وبعض الأجزاء في غرب روسيا، وتعادل تقريبًا منطقة كريزي الكبرى والحدود الروسية الغربية الحالية. امتد بين شرق النطاق أو الخط الحدودي إلى الحدود بين روسيا ومملكة بروسيا (المملكة الألمانية لاحقًا) والإمبراطورية النمساوية المجرية. وكان يشكل 20% من الأراضي الروسية في أوروبا. توافق أراضي النطاق الأراضي التاريخية للكومنولث البولندي الليتواني وهتمانات القوزاق والإمبراطورية العثمانية (مع خانية القرم).
كانت الإمبراطورية الروسية في فترة وجود نطاق الاستيطان مسيحية أرثوذكسية في غالبيتها. احتوت المنطقة التي شملها النطاق سكانًا من الكاثوليك والبابوية إلى جانب التعداد الكبير من اليهود. استحوذت عليها الإمبراطورية الروسية عبر سلسلة من الغزوات العسكرية والمناورات الدبلوماسية بين 1654 و1815. الدافع الديني وراء إنشاء نطاق الاستيطان واضح (لدفع الناس للتحول إلى الأرثوذكسية الروسية وهي دين الدولة) مع هذا، يجادل المؤرخون بأن الدوافع وراء إنشاء النطاق والإبقاء عليه كانت دوافع ذات طبيعة اقتصادية وقومية.
تزامن انتهاء فرض النطاق وزوال الحدود الرسمية له مع بداية الحرب العالمية الأولى في 1914، وسقوط الإمبراطورية الروسية في آخر الأمر نتيجة ثورات فبراير وأكتوبر عام 1917.

## التاريخ
دخلت الأراضي التي شكلت فيما بعد نطاق الاستيطان إلى الحكم الروسي في عام 1772، تزامنًا مع التقسيم الأول لبولندا. في ذلك الوقت، كان معظم اليهود (ومعظم الروس في الواقع) مقيدي الحركة. تشكّلَ النطاق أثناء حكم الإمبراطورة كاترين الكبرى عام 1791، وكان في أول الأمر إجراءً يهدف إلى تسريع استعمار الأراضي المكتسبة حديثًا على البحر الأسود. سُمح لليهود بتوسيع الأراضي المتاحة لهم، مقابل منع تجارهم من ممارسة التجارة في المناطق الروسية الواقعة خارج حدود النطاق.
أصبح تأسيس نطاق الاستيطان أكثر أهمية بعد التقسيم الثاني لبولندا في عام 1793، لأن عدد السكان اليهود في روسيا حتى ذلك الحين كان محدودًا إلى حد ما. أدى التوسع الكبير للإمبراطورية الروسية نحو الغرب من خلال ضم الأراضي البولندية والليتوانية، إلى زيادة كبيرة في عدد السكان اليهود الذي بلغ في أوج ارتفاعه ما يزيد عن خمسة ملايين ضمن حدود نطاق الاستيطان والأراضي البولندية والليتوانية المستعمرة حديثًا،  وكان هذا العدد يمثل أكبر نسبة (40%) من السكان اليهود في العالم آنذاك. تحسنت حرية تنقل الروس غير اليهود بشكل كبير، لكن حرية تنقل اليهود ظلت مقيدة كثيرًا وانحصرت رسمياً ضمن حدود نطاق الاستيطان.
نشأ اسم «نطاق الاستيطان» للمرة الأولى خلال حكم الإمبراطور نيكولاس الأول. تحت حكمه (1825 إلى 1855) تقلص النطاق تدريجيًا، وازدادت التقييدات المفروضة عليه. في عام 1827، كان اليهود الذين يعيشون في كييف مقيدين بشدة. في عام 1835 أزيلت مقاطعتا أستراخان وشمال القوقاز من النطاق. وحاول نيكولاس إزالة اليهود في مسافة 50 ميلًا من الحدود النمساوية في عام 1843. كان من الصعب للغاية تطبيق هذا الأمر بشكل عملي، وخُففت القيود في عام 1858.
وسع ألكساندر الثاني، الذي حكم من 1855 إلى 1881، حقوق اليهود الأثرياء والمتعلمين فسمح لهم بالمغادرة والعيش خارج النطاق، ما دفع الكثير من اليهود إلى الاعتقاد بإمكانية إلغاء فرض النطاق خلال وقت قريب. تلاشت هذه الآمال حين اغتيل ألكساندر الثاني في عام 1881. وانتشرت الشائعات بأنه اغتيل من قبل اليهود، ونتيجة لذلك، تزايدت المشاعر المعادية لليهود بشكل كبير. هزت المذابح المعادية لليهود البلاد من 1881 إلى 1884. حظرت القوانين الرجعية المؤقتة، أو قوانين مايو من عام 1881 قيام أي مستوطنة يهودية جديدة خارج النطاق. وأعطت القوانين الفلاحين الحق في المطالبة بطرد اليهود من مدنهم.
لم تكن القوانين مؤقتة، وظلت سارية المفعول حتى عام 1903 على الأقل. في عام 1910، اقترح أعضاء يهود في مجلس الدوما إلغاء فرض النطاق، لكن ديناميكية القوى في مجلس الدوما لم تمنح مشروع القانون أي فرصة. ردت العناصر السياسية اليمينية المتطرفة في مجلس الدوما باقتراح طرد جميع اليهود من روسيا.
في بعض الأوقات، مُنع اليهود من العيش في المجتمعات الزراعية أو بعض المدن (مثل كييف وسيفاستوبول ويالطا) وأُجبروا على الانتقال إلى مدن ريفية صغيرة، ما ساهم في نشوء المدن الصغيرة الخاصة بهم المسماة «الشتيتل». كان يحق للتجار اليهود في النقابة الأولى (العزبة الأغنى من التجار في الإمبراطورية الروسية) والأشخاص ذوي التعليم العالي أو الخاص وطلاب الجامعات والحرفيين وخياطي الجيش واليهود النبلاء والجنود (وفق ميثاق التجنيد لعام 1810) وعائلاتهم العيش خارج حدود النطاق.
في بعض الفترات، وزع اليهود بشكل خاص للعيش في المدن الإمبراطورية الكبرى، ولكن هذه التوزيعات كانت ضعيفة، وطُرد عدة آلاف من اليهود من موسكو إلى داخل النطاق في حوالي 1891. أدت المراسيم المُقيّدة للغاية والمذابح المتكررة إلى الهجرة الواسعة من النطاق، بشكل خاص إلى الولايات المتحدة وأوروبا الغربية. ومع ذلك، لم تستطع الهجرة مواكبة معدلات الولادة وقدوم اليهود المطرودين من أجزاء أخرى من روسيا، ولهذا استمر نمو السكان اليهود داخل النطاق.
خلال الحرب العالمية الأولى، فقد النطاق قبضته الصارمة على سكانه اليهود عندما فر عدد كبير من اليهود إلى داخل روسيا هربًا من الجيش الألماني الغازي. بحلول أغسطس 1915، لم تعد حدود النطاق قابلة للتنفيذ على أرض الواقع. انتهى نطاق الاستيطان رسميًا بعد فترة وجيزة من تنازل نيكولاس الثاني، ومع الثورة الروسية.
في 20 مارس (2 أبريل في التقويم الجديد) عام 1917، ألغى مرسوم صدر من الحكومة المؤقتة نطاق الاستيطان، نص المرسوم على إلغاء جميع القيود الدينية والوطنية. أعيد تشكيل الجمهورية البولندية الثانية على جزء كبير من أراضي النطاق في أعقاب الحرب العالمية الأولى. وبالتالي، مات معظم سكان هذه المنطقة في الهولوكوست بعد جيل واحد.

## حياة اليهود داخل نطاق الاستيطان
كانت الحياة اليهودية في مدن الشتيتل (باليديشية: שטעטלעך، شتيتلخ، مدن صغيرة) صعبة يسودها الفقر. واتباعًا للتراث الديني اليهودي الذي يفرض الصدقة (بالمعنى اليهودي)، طُورت منظمات الرعاية الاجتماعية اليهودية التطوعية لتلبية احتياجات السكان. زودت منظمات مختلفة الطلاب الفقراء بالملابس، ووفرت الطعام (كوشر-حلالًا وفق الديانة اليهودية) للجنود اليهود المجندين في جيش الإمبراطورية الروسية، ووزعت العلاج الطبي المجاني للفقراء، وقدمت المهور والمعدات المنزلية للعرائس المعدمات، ونسقت لتوفير التعليم التقني للأيتام. وفقًا لأطلس التاريخ اليهودي للمؤرخ اليهودي مارتن جيلبرت، لم تقل نسبة اليهود الذين كانوا يعيشون بارتياح في أي مقاطعة ضمن النطاق عن 14%، دعم اليهود الليتوانيين والأوكرانيين ما يصل إلى 22٪ من السكان الفقراء.
إن كثافة اليهود في النطاق، إلى جانب كراهية القيصر ألكساندر الثالث الشديدة، والشائعات حول مشاركة اليهود في اغتيال والده القيصر ألكساندر الثاني، جعلت اليهود هدفًا سهلًا للمذابح وأعمال الشغب المعادية لليهود. إضافة إلى قوانين مايو القمعية، التي دمرت مجتمعات بأكملها. وقعت الهجمات ضد النطاق في معظم الأوقات، لكن المذابح المدمرة وقعت في الفترة بين 1881-1883 ومن 1903- 1906 مستهدفةً مئات المجتمعات، والآلاف من اليهود، وتسببت في إلحاق أضرار جسيمة في الممتلكات.
لم يستطع معظم اليهود الانخراط في الزراعة بسبب الطبيعة داخل النطاق، فعملوا في الغالب تجارًا وحرفيين وأصحاب متاجر. كان الفقر قضية هامة بين اليهود. ومع هذا، نشأ نظام قوي لرعاية اليهود. بحلول نهاية القرن التاسع عشر، كان فرد بين ثلاثة من اليهود في النطاق يتلقى دعمًا من منظمات الرعاية اليهودية. تضمن نظام الدعم اليهودي هذا على سبيل المثال توفير الأدوية المجانية للفقراء، وتقديم المهر للعرائس الفقيرات، وطعام «كوشر» للجنود اليهود، وتعليم الأيتام.